# 吉布森港 (密西西比州)
吉布森港（英語：Port Gibson）是一個位於美國密西西比州克萊本縣的城市。根據2010年美國人口普查，該地共人口1567人，而該地的面積約為4.50平方千米。同時該地也是克萊本縣的縣治。

## 地理
吉布森港的座標為31°57′22″N 90°58′59″W / 31.95611°N 90.98306°W，而該地的平均海拔高度為36米（即118英尺）。